# 4427 Burnashev
4427 Burnashev (1971 QP1) là một tiểu hành tinh vành đai chính được phát hiện ngày 30 tháng 8 năm 1971 bởi T. M. Smirnova ở Nauchnyj.